# Hultagölen (Ronneby socken, Blekinge)
Hultagölen är en sjö i Ronneby kommun i Blekinge och ingår i Nättrabyån-Ronnebyåns kustområde. Sjön är 4,8 meter djup, har en yta på 0,01 kvadratkilometer och är belägen 45 meter över havet.